# Zosterop de Timor
El zosterop de Timor (Heleia muelleri) és un ocell de la família dels zosteròpids (Zosteropidae).

## Hàbitat i distribució
Habita els boscos de les terres baixes de l'occident de Timor a les illes Petites de la Sonda.